# Coloproctología

Partes del intestino grueso estudiadas por la coloproctología:
Ciego
Colon ascendente
Colon transverso
Colon descendiente
Colon sigmoide
Recto

La coloproctología, llamada también proctología, es la especialidad de la medicina derivada de la cirugía general que brinda diagnóstico y tratamiento quirúrgico y no quirúrgico de las enfermedades del colon, recto y ano. En algunos países también se le conoce como Cirugía Colorrectal o Cirugía de Colon, Recto y Ano. El espectro del ejercicio de la coloproctología incluye el manejo de ostomías, colonoscopias, cirugía laparoscópica, manometría anal, disfunción del piso pélvico y la defecografía, entre otros.

## Enfermedades tratadas por un coloproctólogo

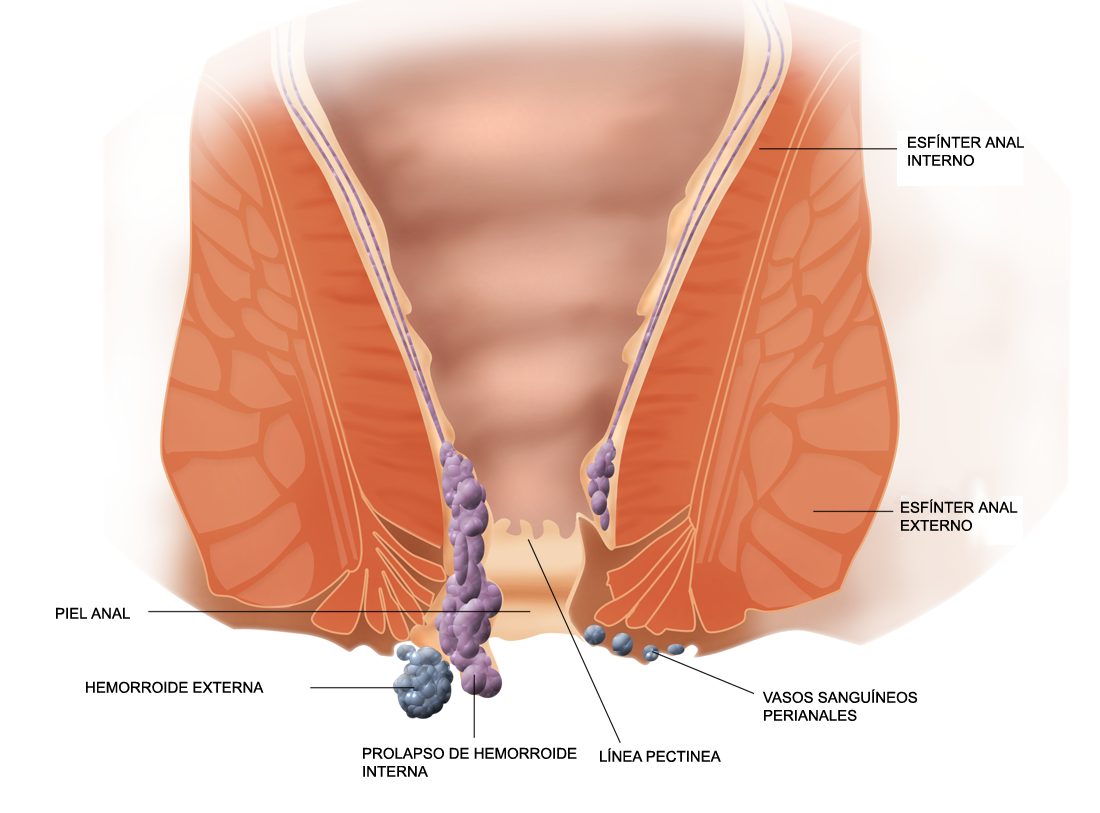
Hemorroides, una de las enfermedades tratadas por la coloproctología.

Existe un gran número de enfermedades y síntomas por los cuales es recomendable acudir a un Especialista en Cirugía de Colon y Recto:
1. Incontinencia fecal y estreñimiento.
2. Hemorroides o enfermedad hemorroidal.
3. Fisura anal.
4. Abscesos, fístulas e infecciones anorrectales.
5. Dermatosis perianales.
6. Prolapso y úlcera rectal.
7. Tumores del colon, recto y ano.
8. Lesiones rectoanales por radioterapia.
9. Enfermedades del apéndice cecal.
10. Endometriosis colorrectal.
11. Divertículos de colon.
12. Complicaciones quirúrgicas de la enfermedad inflamatoria intestinal (colitis ulcerosa, enfermedad de Crohn, colitis indeterminada).
13. Angiodisplasias de colon.
14. Pólipos de colon y recto.
15. Cáncer de colon, recto y ano.
16. Vólvulo.
17. Rectocele.

Además, existen otras condiciones aparentemente no relacionadas en las cuales también es conveniente acudir a este especialista. Dentro de las enfermedades del colon destacan la enfermedad diverticular y el cáncer colorrectal.

### Enfermedad diverticular
La enfermedad diverticular se presenta principalmente en pacientes mayores de 50 años y se caracteriza por la inflamación de los “divertículos” que son pequeñas formaciones saculares ubicadas en la pared del colon. Estos divertículos habitualmente no causan síntomas, excepto cuando se complican (inflamación, hemorragia o perforación). Cuando ocurre inflamación diverticular el paciente presenta dolor abdominal, principalmente en el lado izquierdo, junto con fiebre, náuseas y, ocasionalmente, vómitos. Los divertículos de colon no precisan tratamiento sin no ocasionan síntomas. El tratamiento de las complicaciones puede ir desde el manejo con régimen junto con antibióticos hasta la intervención quirúrgica, la cual en los últimos años se realiza mediante laparoscopia.

### Cáncer colorrectal
El cáncer de colon es la segunda causa y la séptima causa de muerte por cáncer en Panamá y Chile, respectivamente, siendo una patología que ha ido en aumento en los últimos años. Tiene distintas formas de manifestarse como presentar deposiciones con sangre, dolor abdominal, baja de peso o como anemia crónica. Ante la sospecha de un cáncer debe realizarse una colonoscopia, la cual nos confirma el diagnóstico. El tratamiento es la cirugía realizando la resección del segmento del colon comprometido ya sea en forma tradicional o por vía laparoscópica. En los últimos años se han producido grandes avances en el manejo del cáncer del colon, logrando realizar diagnósticos más tempranos y con eso un mejor pronóstico para los pacientes.

## Especialidades relacionadas
Para comprender mejor cada una de las especialidades más relacionadas con las enfermedades del colon, recto y ano, aquí le damos una breve descripción y las diferencias de cada una de estas especialidades.

### Especialidad de Cirugía de Colon y Recto
Este especialista diagnostica y da tratamiento ya sea médico y/o quirúrgico a pacientes con patologías del colon, recto y ano. Así mismo, el cirujano de esta especialidad es capaz de resolver otras patologías quirúrgicas, ya que es requisito  cursar previamente la especialidad de cirugía general. Tiempo de adiestramiento de 6 años. También se le conoce como especialidad en Cirugía Colorectal o especialidad en Coloproctología.
En general  todo médico debe ser capaz de detectar las enfermedades de colon, recto y ano. Un número importante de estas patologías  también puede ser tratadas inicialmente por el Médico General, el Especialista en Medicina Familiar, Medicina Interna, Gastroenterología, Proctólogo y Cirujano General. 
Existen algunas especialidades afines de las cuales se mencionarán sus diferencias  y que complementan el manejo del paciente con enfermedades del colon, recto y ano.

### Cirugía General
Es la rama de la Medicina que se encarga de diagnosticar y dar tratamiento a las enfermedades que requieren de algún procedimiento quirúrgico. Durante el periodo de adiestramiento  en esta especialidad se adquieren destrezas para el manejo de enfermedades del colon, recto y ano, aunque estas pueden ser insuficientes. En general se requieren de 4 a 5 años  de adiestramiento.

### Gastroenterología
Es la rama de la medicina encargada del diagnóstico y tratamiento específicamente de enfermedades gastrointestinales. En la mayor parte de los centros de entrenamiento en el mundo de esta especialidad los programas se enfocan a tratamiento médico con procedimientos de endoscopia digestiva intervencionista. Por lo general no se incluye adiestramiento quirúrgico y tiene una duración de 4 años.

### Proctología
Es la rama de la medicina enfocada al manejo de enfermedades específicamente del ano y del recto. Incluye un adiestramiento quirúrgico básico. Quedan excluidos del campo de acción de esta especialidad otras enfermedades de órganos diferentes al ano y al recto que requieran manejo quirúrgico. El adiestramiento dura 4 años en promedio.
Como ya se mencionó al inicio, es indispensable contar con título de Médico General  con el fin de poder realizar una de estas especialidades.